# Windbuilroute
Windbuilroute is een beeldengroep in de Molenwijk in Amsterdam-Noord.
In 1974 werd de kunstenaar Herman Damen gevraagd een alternatief te ontwerpen voor richtinggevers in de wijk. Molenwijk is namelijk niet alleen de naam van de wijk, maar ook van alle voet- en fietspaden in de wijk. Damen kwam met een vijftal deels leeggelopen ballonnen en een ballonafruk in de grond, De vijf stonden opgesteld vanuit het zuidwesten naar het noordoosten, alsof ze met de wind mee zijn gevoerd en plots geland. Zo lijkt er een op de grond geland; een ander lijkt gespiest te zijn op een metalen pen, de laatste lijkt tegen een flatgevel geplakt. Door de ronde vorm en opvallende kleuren van de ballonnen moesten ze in de ogen van de kunstenaar tegenwicht geven tegen de grijze betonnen en rechthoekige flats die er staan in de wijk. De kunstenaar maakte de vijf ballonnen van weerbestendig polyester; het zesde is een soort betonnen voetafdruk van een ballon in de grond. In de loop der jaren zijn er twee verdwenen. Een geel exemplaar was een geliefd speelobject van de kinderen, maar overleefde “fikkie stoken” niet; een groen leeggelopen exemplaar aan de gevel moest verwijderd worden bij renovatie en keerde niet terug.